# 라켓스타
라켓스타는 에이앤비 소프트에서 리듬스타에 이어 2008년 8월 28일 출시한 모바일 게임이다.
캐릭터는 일반적인 테니스 선수가 아닌 다양한 직업을 가진 평범한 사람들로 테니스 라켓이 아닌 프라이팬, 가자미, 쟁반 등을 들고 테니스를 하는 게임이다.
2008년 10월에 대한민국 문화체육관광부가 선정한 이 달의 게임에 선정되었다.